# رودريغو بينهو
رودريغو بينهو (بالبرتغالية: Rodrigo Pinho‏) (30 مايو 1991 في ألمانيا - ) هو لاعب كرة قدم برازيلي في مركز الهجوم. لعب مع سبورتينغ براغا وناسيونال ماديرا ونادي مادوريرا وAssociação Desportiva Cabofriense ‏ ونادي بانغو أتلتيكو.

## وصلات خارجية
- رودريغو بينهو على موقع الاتحاد الأوربي (الإنجليزية)
- رودريغو بينهو على موقع إي إس بي إن إف سي (الإنجليزية)
- رودريغو بينهو على موقع قاعدة بيانات كرة القدم.إي يو (الإنجليزية)
- رودريغو بينهو على موقع ليكيب (الفرنسية)
- رودريغو بينهو على موقع Soccerbase.com (لاعب) (الإنجليزية)
- رودريغو بينهو على موقع Soccerway.com (الإنجليزية)
- رودريغو بينهو على موقع عالم كرة القدم.نت (الإنجليزية)
- رودريغو بينهو على موقع AS.com (الإسبانية)